# Żakeria

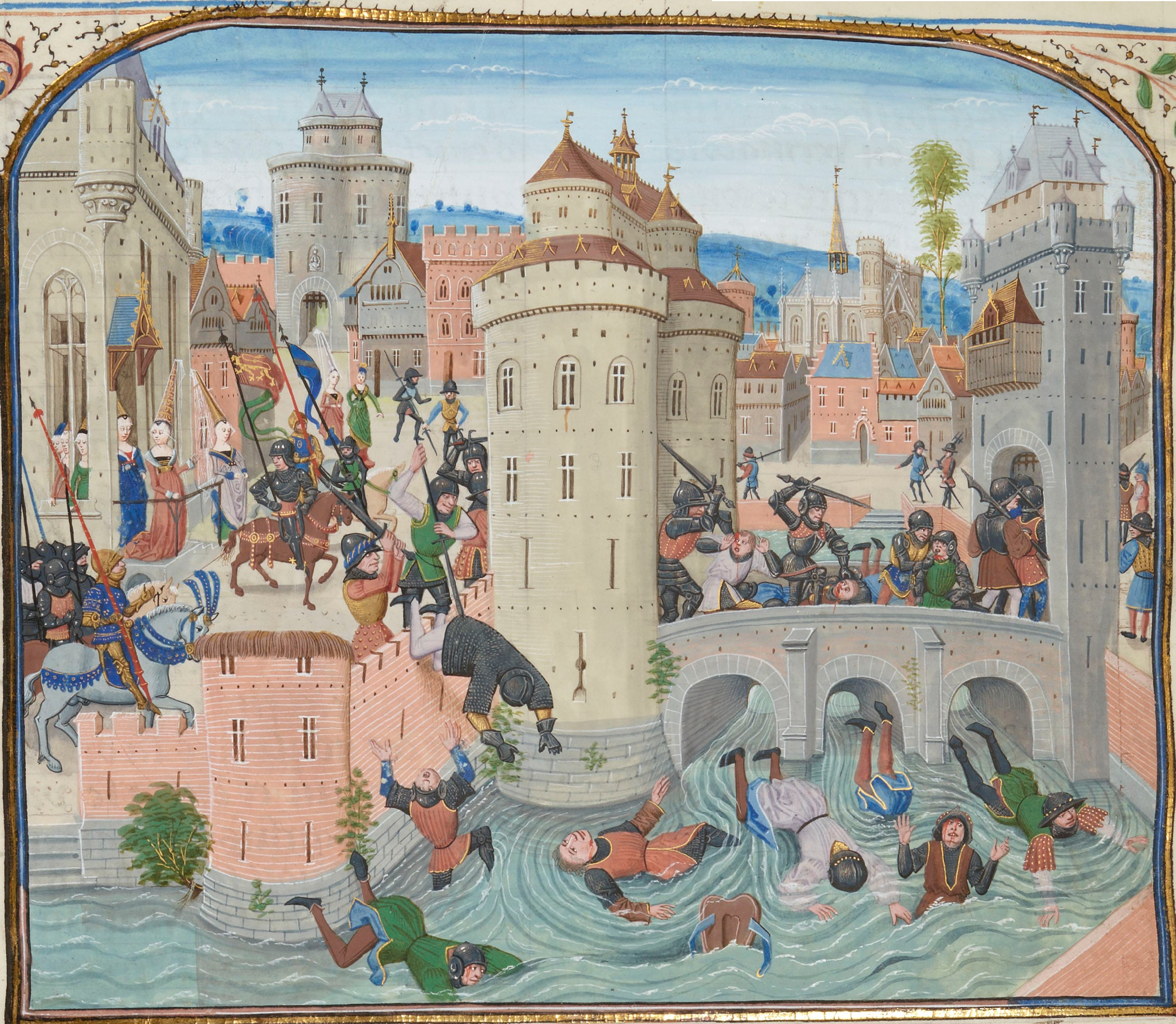
Rozbicie paryżan popierających żaków w Meaux

Żakeria (fr. jacquerie) – powstanie ludowe pod wodzą Guillauma Cale mające miejsce w 1358 roku we Francji w czasie wojny stuletniej. Powodem jego wybuchu było wyniszczenie wsi wojną i epidemiami, a także wzrost podatków i danin.

## Tło
Nazwa Żakeria wywodzi się od pogardliwego określania chłopów Jacques Bonhomme, czyli Kuba Prostaczek. W roku 1356 po bitwie pod Poitiers do niewoli wzięty został król Francji Jan II Dobry. Władza we Francji przeszła w ręce Stanów Generalnych. Jednak były one zbyt podzielone, by sprawować skutecznie rządy. Francuskie klasy uprzywilejowane ciężar wojny i niedostatku zrzuciły na chłopów. Szerokie masy chłopskie, pod naporem biedy związanej z wojną i wyniszczeń związanych z epidemią dżumy, wywołały serię rewolt w niektórych rejonach kraju. Przywódcą powstania został Guillaume Cale, obwołany przez chłopów królem, który przez szlachtę pogardliwie zwany był Jacques Bonhomme.

## Powstanie
Siły chłopskie złupiły i zniszczyły wiele domów i zamków szlacheckich, dopuszczając się przy tym licznych okrucieństw. Świadkowie wspominali o patroszeniu ciężarnych kobiet oraz nabiciu na rożen i upieczeniu pewnego rycerza na oczach jego żony i dzieci, której następnie zadano gwałt, chciano zmusić ją do zjedzenia upieczonego rycerza, po czym zamęczono ją na śmierć. Chłopi palili wszystkie znalezione książki, myśląc, że uwolni ich to od płacenia podatków. Żaków poparł prewot kupców Paryża Étienne Marcel, który po zamieszkach w dniu 22 lutego 1358 roku stał się niekwestionowanym panem stolicy. Prosty lud zajmujący się rzemiosłem i drobnym handlem sympatyzował z rewoltą. Étienne Marcel, zwracający się przeciwko Janowi II Dobremu oraz delfinowi, uznał żaków, siejących panikę wśród okolicznych notabli, za swoich sprzymierzeńców, w następstwie czego grupa rzemieślników i żaków połączyła siły i przeprowadzono kilka wspólnych operacji w najbliższym sąsiedztwie Paryża.
Król Nawarry Karol II Zły zaproponował  przywódcy żaków układy, ściągnął go do swojego obozu, gdzie kazał go pojmać i stracić. Pozbawione wodza siły żakerii zgromadzone na równinie Mello zostały bez trudu rozbite przez jazdę króla Nawarry posiłkującego się wojskami angielskimi. Z kolei popierający żaków paryżanie zostali pokonani w Meaux. Wobec powstańców feudałowie nie stosowali litości, wielu powieszono na drzewach. Gdy schwytanych chłopów pytano, dlaczego to robili, odpowiadali, że nie wiedzą lub że chcieli uczynić innym to, czego sami doznawali. Sądzili, że w ten sposób pozbędą się szlachty i możnych. Nigdy nie dowiedziano się, czego tak naprawdę chcieli żakowie – poza uzewnętrznieniem swojego gniewu. Jedynym ich hasłem było: „Zabijajcie szlachtę”.
We Francji nazwa żakeria stała się synonimem wystąpień chłopskich przeciw szlachcie. Terminem tym określano także często ruchy chłopskie w XIX i XX wieku w krajach europejskich.